# Voglio molto di più
Voglio molto di più è un singolo del gruppo musicale italiano Negramaro, il secondo estratto dal loro quinto album di inediti Casa 69. Il brano accompagna il film Vallanzasca - Gli angeli del male diretto da Michele Placido uscito nelle sale il 21 gennaio 2011, cioè lo stesso giorno dell'uscita del brano.
I Negramaro hanno firmato l'intera colonna sonora del film e per mesi sono stati alla ricerca degli sfondi musicali adatti alle atmosfere del film, per lo più tracciando toni basati sul rock, nel tentativo di far risaltare maggiormente l'impatto visivo delle scene a una più forte carica emotiva.

## Video musicale
Placido e la Barzini vestono i panni dei genitori di due gemelli che festeggiano il giorno del loro compleanno. Mentre la band si esibisce sulle note del brano e l'immagine di Giuliano Sangiorgi si sdoppia, i due fratelli, identici nell'aspetto così come nelle movenze, come i loro i due conigli bianchi che corrono per casa, scoprono di essere frutto di un esperimento di clonazione ad opera del padre, medico di fama internazionale specializzato in eugenetica. Il soggetto del videoclip sposa la tematica di fondo del brano “Voglio molto di più”, atto di accusa nei confronti di chi persegue il potere assoluto. Un potere che, rappresentato dal personaggio del padre-medico che realizza il suo sogno generando figli-cloni, si trasforma in un'azione sciolta da ogni legame con la realtà e lesiva nei confronti degli altri.

## Tracce
1. Voglio molto di più – 3:34